# Bidessus bertrandi
Bidessus bertrandi är en skalbaggsart som beskrevs av Olof Biström 1988. Bidessus bertrandi ingår i släktet Bidessus och familjen dykare. Inga underarter finns listade i Catalogue of Life.